# 琼·林赛
琼·阿贝克特·韦加尔·林赛爵士夫人（Lady Joan à Beckett Weigall Lindsay，1896年11月16日－1984年12月23日） 是澳大利亚的女性小说家、剧作家、散文家和视觉艺术家。
林赛年轻时接受过绘画训练，1936年，40岁的林赛以笔名Serena Livingstone-Stanley出版了第一部文学作品——讽刺小说《穿越最黑暗的彭德莱奥》（Through Darkest Pondelayo）。近三十年后，她出版了第二部小说《没有钟表的时光》（Time Without Clocks），是一部记录其与艺术家丈夫达里尔·林赛爵士婚姻早年生活的半自传小说。
1967年，林赛出版了其最著名的作品《悬岩野餐》（Picnic at Hanging Rock），这是一部历史题材的哥特式小说，讲述了1900年三名女学生与一名女教师在维多利亚州一个巨石附近神秘失踪的故事。小说因真假莫辨的叙事和开放式结局而引起广泛关注，被认为是澳大利亚文学史上最重要的小说之一。1975年，该小说被改编为同名电影。
此外，林赛还创作了多部未出版的剧本，并在其创作生涯中为多种杂志和出版物撰写散文、短篇小说和诗歌。1976年丈夫去世后，林赛活跃于墨尔本本地艺术界，参与了多次艺术展览。1982年，她出版了最后一部作品，也是唯一一部儿童文学作品《六便士悉德》（Syd Sixpence）。
林赛于1984年因胃癌逝世。其故居随后被捐赠给澳大利亚国家信托组织，目前作为博物馆对外开放，陈列着林赛夫妇的艺术作品及个人遗物。